# داوید رائوم
داوید رائوم (انگلیسی: David Raum؛ زادهٔ ۲۲ آوریل ۱۹۹۸) بازیکن فوتبال اهل آلمان است که برای باشگاه لایپزیگ بازی می‌کند.

وی همچنین در تیم‌های ملی فوتبال جوانان آلمان، زیر ۲۱ سال آلمان، زیر ۲۳ سال آلمان و تیم ملی آلمان بازی کرده‌است.